# Holothrix secunda
Holothrix secunda är en orkidéart som först beskrevs av Carl Peter Thunberg, och fick sitt nu gällande namn av Heinrich Gustav Reichenbach. Holothrix secunda ingår i släktet Holothrix och familjen orkidéer. Inga underarter finns listade i Catalogue of Life.